# Глазуново (Восточно-Казахстанская область)
Глазуново (каз. Глазуново) — упразднённое село в Кокпектинском районе Восточно-Казахстанской области Казахстана. Входило в состав Мариногорского сельского округа. Код КАТО — 635053405. Ликвидировано в 2009 году.

## Население
В 1999 году население села составляло 51 человек (26 мужчин и 25 женщин). По данным переписи 2009 года, в селе проживало 17 человек (9 мужчин и 8 женщин).